# Ocom
Ocom var ett svenskt företag som sålde mobiltelefoner. Företaget var baserat i Sydsverige och hade butiker i Malmö, Lund, Kristianstad, Helsingborg, Trelleborg och Halmstad.
Ocom hade ett samarbete med Europolitan Stores i många år och detta samarbete ökade med tiden för att slutligen leda till att Ocom helt uppgick i det som numera är Telenor Stores.